# Эмблема Ливии
В настоящий момент государственного герба в Ливии нет. С февраля 2013 года на паспортах Ливии вместо герба используются полумесяц и звезда, как на флаге. 

## Отсутствие герба
До осени 2011 года гербом Ливии являлось изображение ястреба курайшитов, эмблемы рода пророка Мухаммеда с зеленым грудным щитком и названием государства на ленте в лапах.
После свержения режима Муаммара Каддафи в 2011 году в Ливии единое руководство так и не было сформировано. В стране действовали два правительства: на востоке в Тобруке заседал избранный народом парламент (Палата представителей), на западе в Триполи — сформированное при поддержке ООН и западных стран Правительство национального согласия (ПНС). При этом на востоке страны используется прежний герб Джамахирии, но с заменой зеленого грудного щитка на цвета нового государственного флага. ПНС использовали печать с изображением полумесяца со звездой и названием. С 2022 года в стране существуют два конкурирующих центра силы: Правительство национального единства в Триполи, контролирующее северо-западную Ливию, и Правительство национального единства на востоке.

## История эмблемы
| Изображение | История |
|             | Герб Итальянской Ливии 1940 г. В результате победы Италии в итало-турецкой войне (1911-1912 годы) Триполитания и Киренаика перешла под власть Италии, которая создала здесь свою колонию - Итальянскую Северную Африку. В 1927 г. созданы отдельные колонии Киренаика и Триполитания, которые в 1934 г. вместе с Феццаном были объединены в Ливию. Киренаика интенсивно сопротивлялась итальянским колонизаторам, и в 1917 году её лидер Мухаммед Идрис аль-Махди ас-Сенуси заключил с итальянцами соглашение об автономии территории, дававшее ей значительную самостоятельность и которое было приостановлено в 1923 г. после прихода к власти в Италии фашистов во главе с Бенито Муссолини. |
|             | Герб Объединённого Королевства Ливия 1951—1969 гг. Герб Ливийского королевства был принят в 1952 году. Никаких официальных описаний герба не известно и дизайн реконструирован на основе различных изображений. Герб представляет собой фигурный картуш, увенчанный королевской короной с полумесяцем и звездой в навершии. Внутри картуша - черный круг с изображением белого полумесяца, обращенного вверх, со звездой над ним; круг окружен девятью малыми пятиконечными звездами. Как и на флаге полумесяц со звездой символизируют ислам и взяты с флага Сенуситов. |
|             | Герб Ливийской Арабской Республики 1969—1971 гг. После упразднения монархии и прихода к власти Муаммара Каддафи в 1969 году Ливия приняла герб, созданный по образцу герба Объединённой Арабской Республики в виде орла Саладина. |
|             | Герб Федерации Арабских Республик 1972—1977 гг. В 1972 году Ливия, Египет и Сирия по предложению Каддафи объединились в Федерацию Арабских республик. Гербом ФАР стал так называемый ястреб курайшитов (взятый с герба Сирии), повернувший голову направо и держащий свиток с официальным названием конфедерации: اتحاد الجمهوريات العربية (Ittiḥād al-Jumhūrīyāt al-‘Arabīyah, «Союз Арабских Республик»). |
|             | Герб Великой Социалистической Народной Ливийской Арабской Джамахирии 1977—2011 гг. После распада федерации Ливия сохранила прежний герб, но модифицировав его. Чтобы отразить новый зеленый флаг Ливии центральный щиток стал зеленым, голова ястреба стала повернута налево. Название «Союз Арабских Республик» по-прежнему осталось на ленте внизу. Злёный цвет являлся с одной стороны символом ислама, а с другой — символом Зелёной революции полковника Каддафи. Ястреб, изображенный на гербе, являлся эмблемой Курайшитов, рода пророка Мухаммеда. Герб просуществовал до гражданской войны 2011 года, когда Джамахирия была свергнута. |
|             | Эмблема Переходного национального совета Ливии, апрель 2011 — август 2012 г. Эмблема представляет собой два круга; на внешнем круге на арабском и английском языках написано «Ливия. Национальный переходный совет», на внутреннем изображены три полосы красного, чёрного и зелёного цвета, образующие полумесяц, пятиконечная звезда и три волнистых полосы. В эмблеме в символической форме отражены полумесяц со звездой - символ ислама, и цвета нового (бывшего королевского) флага. Красный цвет символизирует кровь жертв за свободу Ливии, черный - напоминание о черных днях под иностранной оккупацией, зелёный - символ богатств земли и будущего процветания страны. Черная полоса с белым полумесяцем и звездой - это знамя суфийского тариката (ордена) Сенусийя, глава которого Мухаммед Идрис аль-Махди ас-Сенуси являлся королём Ливии Идрисом I. В августе 2012 г. Национальный переходный совет официально передал власть парламенту страны. |
|             | Эмблема Ливии используемая на паспортах с 2013 г. Так как новый герб не был утвержден, на ливийских паспортах используются полумесяц и звезда с флага. |
|             | Печать Правительства национального согласия 2016—2021 гг. Правительство национального согласия, признанное мировым сообществом и базирующееся в Триполи с 2016 года, использует эмблему (печать), представляющую собой круг с изображением полумесяца со звездой в центре и надписями по окружности: «Государство Ливия» и «Правительство национального согласия» на арабском и английском языках. Ободок внутреннего круга окрашен в цвета национального флага. |

## Действующая символика
| Изображение | История |
|             | Эмблема Правительства национального единства с 2021 г. Международно признанное Правительство национального единства в Триполи, контролирующее северо-западнную Ливию, (с марта 2021 года) использует эмблему (печать), представляющую собой три круга, с изображением во внутреннем – полумесяца со звездой в центре. В среднем круге расположена надпись по окружности: «Правительство национального единства – Государство Ливия» на арабском языке. Во внешнем круге исполнен орнамент. Печать была разработана Адли аль-Аккари.                                                                                      |
|             | Эмблема Правительства национальной стабильности с 2022 г. Правительство национальной стабильности, контролирующее восточную Ливию, (с марта 2022 года) использует эмблему (печать), представляющую собой синий круг, с изображением в центре полумесяца со звездой. Надпись по окружности: «Государство Ливия - Правительство национального единства» на арабском языке. Между ними исполнен орнамент и две пальмовые (?) ветви. |
|             | Герб, используемый правительством в Тобруке с 2016 г. Герб, используемый правительством в Тобруке и армией Х.Хафтара повторяет прежний герб Ливийской Джамахирии, но с заменой зеленого грудного щитка на цвета нового государственного флага. Красный цвет – это кровь, которая пролилась в борьбе за свободу Ливии, черный цвет – память о темном времени оккупации, зеленый символизирует светлое будущее страны, а также сельское хозяйство и различные природные богатства. Полумесяц и звезда – символы ислама, главной религии в стране. При этом встречаются две версии грудного щитка с разным поворотом флага. |